# Мэй Яочэнь
Мэй Яочэ́нь (кит. трад. 梅堯臣, упр. 梅尧臣, пиньинь Méi Yáochén, 1002—1060) — китайский поэт, историк и государственный служащий времен империи Сун.

## Биография
Родился в 1002 году в Сюаньчэне (на территории современной провинции Аньхой). Происходил из семьи мелких чиновников. Получил неплохое образование. В 13 лет стал сочинять стихи. Впрочем длительное время не мог сделать достойной карьеры, несмотря на брак с аристократкой. В 1031 году пытался сдать императорский экзамен, но неудачно. С 1032 года служит в администрации Лояна. В 1044 году направляется как служащий при губернаторе области (на территории современной провинции Хэнань). Лишь в 1051 году получил высшую ученую степень цзиньши, после этого занимал низкую должностей в императорской канцелярии. Этого удалось достичь благодаря помощи своего друга и поклонника Оуян Сю. В 1057 году вошел в академии Ханьлинь. Умер в 1060 году в столице империи Кайфени.

## Творчество
Был убежденным сторонником обновления литературы и одним из значительнейших поэтов крестьянской темы, продолжателем гражданской поэзии Бо Цзюйи. Он решительнее других своих современников расширял пределы традиционной тематики и стремился к упрощению поэтического языка — даже если это и приводило к прозаизации. Образцом его гражданской лирики может служить стихотворение «Гончар», где использован один из самых распространенных мотивов китайской поэзии — нищий—труженик лишен возможности пользоваться плодами своего труда, которые присваивает богатый бездельник. А стихотворение «Рассказ крестьянина» создано на основании настоящей рассказы сельского жителя в отношении сельских дел — поборы и налоги, голод и рекрутчина согласно новым императорским указом. Неудивительно, что поэзия Мэй Яочэня оказала значительное влияние на многих сунских поэтов. Всего в активе Мэй Яочэня около 3000 стихов, которые написаны в жанре ши. Большинство из них были объединены в сборник произведений Мэй Яочэня из 60 томов-цзюней.
Также Мэй Яочэнь был значительным историком своего времени. Он составил большое историческое сочинение «Новая история Тан».

## В филателии
18 октября 2010 года в рамках серии из четырёх  почтовых марок КНР «Слива, орхидея, бамбук, хризантема» (кит. упр. 梅兰竹菊) тиражом 12 млн экземпляров была выпущена марка, посвящённая хризантеме. На ней приведён текст стихотворения Мэй Яочэня «Цаньцзюй» (残菊).